# Musa acuminata
Die Musa acuminata ist eine Pflanzenart aus der Gattung der Bananen (Musa) in der Familie der Bananengewächse (Musaceae).

## Beschreibung

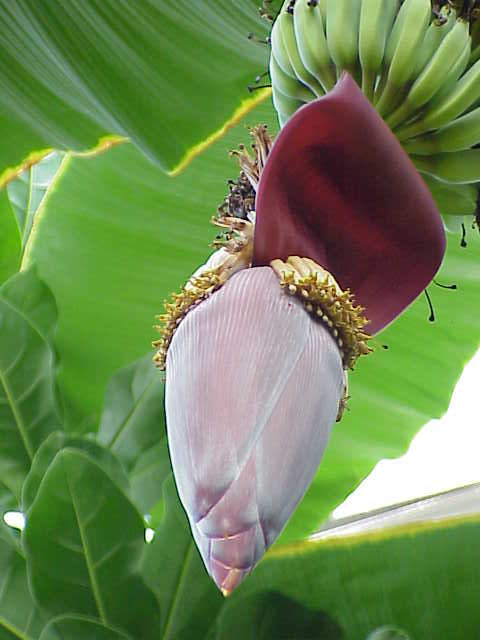
Blütenstand mit Blüten

Es folgt die Beschreibung der Wildform:
Musa acuminata wächst als eine immergrüne ausdauernde krautige Pflanze und erreicht Wuchshöhen von etwa 5 Metern, selten auch bis 9 Meter. Die Laubblätter sind in Blattscheide, Blattstiel und Blattspreite gegliedert. Aus den Blattscheiden wird der Pseudo-Stamm gebildet, der Durchmesser von etwa 25 Zentimeter besitzt. Der steife Blattstiel ist bis zu 80 Zentimeter lang. Die einfache Blattspreite ist bei einer Länge von 1,9 bis 2,3 Meter und einer Breite von 50 bis 70 Zentimeter länglich.
Die Blütenstände sind hängend. Die Tragblätter sind hellrot bis dunkelviolett, manchmal an der Spitze auch gelb. Die männlichen Blüten stehen zweireihig zu je etwa zehn. Die Bananen-Früchte sind aus botanischer Sicht Beeren, sind etwa 9 Zentimeter lang und enthalten zahlreiche Samen. Die flachen, braunen Samen sind 5 bis 6 Millimeter groß.
Die Wildform von Musa acuminata ist diploid mit einer Chromosomenzahl 2n = 22.

## Verbreitung
Die Heimat von Musa acuminata liegt im tropischen Südostasien. Ihr Verbreitungsgebiet erstreckt sich über Indonesien, Malaysia, die Philippinen, Myanmar und Thailand; Vorkommen gibt es auch in den chinesischen Provinzen Guangxi und Yunnan sowie in Südindien und auf Sri Lanka.
Mittlerweile wurde Musa acuminata weltweit in den Tropen verbreitet. Die Art Musa acuminata und ihre Sorten sind frostempfindlich und nehmen bereits bei Temperaturen knapp unter 0 °C Schaden.

## Systematik
Die Erstbeschreibung von Musa acuminata erfolgte 1820 durch den italienischen Botaniker Luigi Colla in Memorie della Reale Accademia delle Scienze di Torino, 25, S. 394–395. Es sind mehrere Synonyme für Musa acuminata Colla bekannt: Musa cavendishii Lamb., Musa chinensis Sweet nom. nud., Musa nana Lour., Musa sinensis Sagot ex Baker, Musa zebrina Van Houtte ex Planch., Musa corniculata Kurz, Musa rumphiana Kurz, Musa simiarum Kurz.
Man kann folgende Subtaxa unterscheiden:
- Musa acuminata subsp. acuminata: Sie kommt von Indien bis ins südliche China und westliche Malesien vor.[4]
- Musa acuminata var. chinensis Häkkinen & H.Wang: Sie kommt im südlichen Yunnan vor.[4]
- Musa acuminata subsp. errans (Blanco) R.V.Valmayor: Sie kommt auf Luzon vor.[4]
- Musa acuminata subsp. halabanensis (Meijer) M.Hotta: Sie kommt auf Sumatra vor.[4]
- Musa acuminata subsp. malaccensis (Ridl.) N.W.Simmonds: Sie kommt auf der Malaiischen Halbinsel vor.[4]
- Musa acuminata subsp. microcarpa (Becc.) N.W.Simmonds: Sie kommt auf Borneo vor.[4]
- Musa acuminata subsp. siamea N.W.Simmonds: Sie kommt von Indochina bis zur Malaiischen Halbinsel vor.[4]
- Musa acuminata var. sumatrana (Becc.) Nasution: Sie kommt auf Sumatra vor.[4]
- Musa acuminata var. tomentosa (Warb. ex K.Schum.) Nasution: Sie kommt im nördlichen Sulawesi vor.[4]
- Musa acuminata subsp. truncata (Ridl.) Kiew (Syn.: Musa truncata Ridl.): Sie kommt auf der Malaiischen Halbinsel vor.[4]

## Nutzung

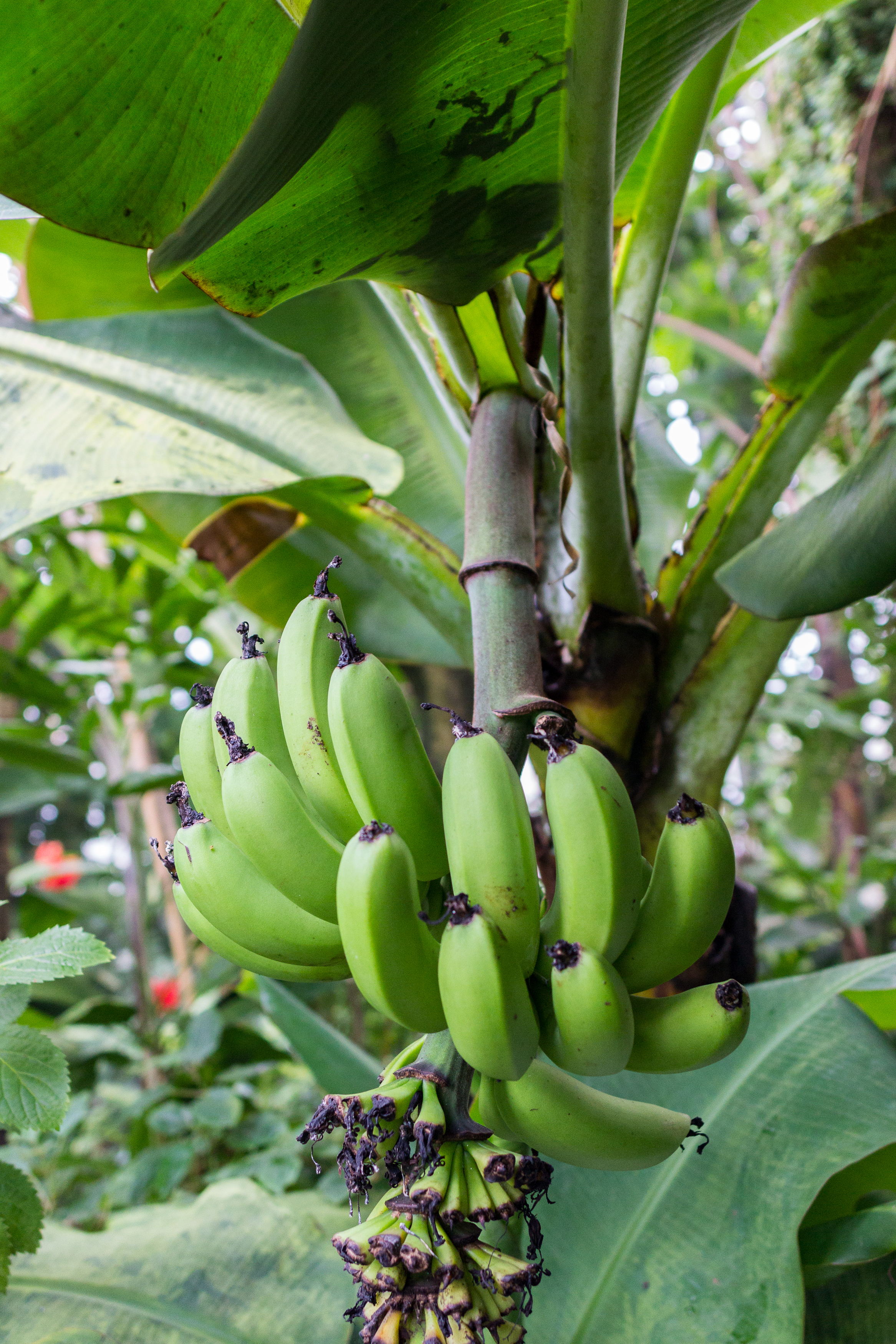
Fruchtstand von Musa acuminata colla

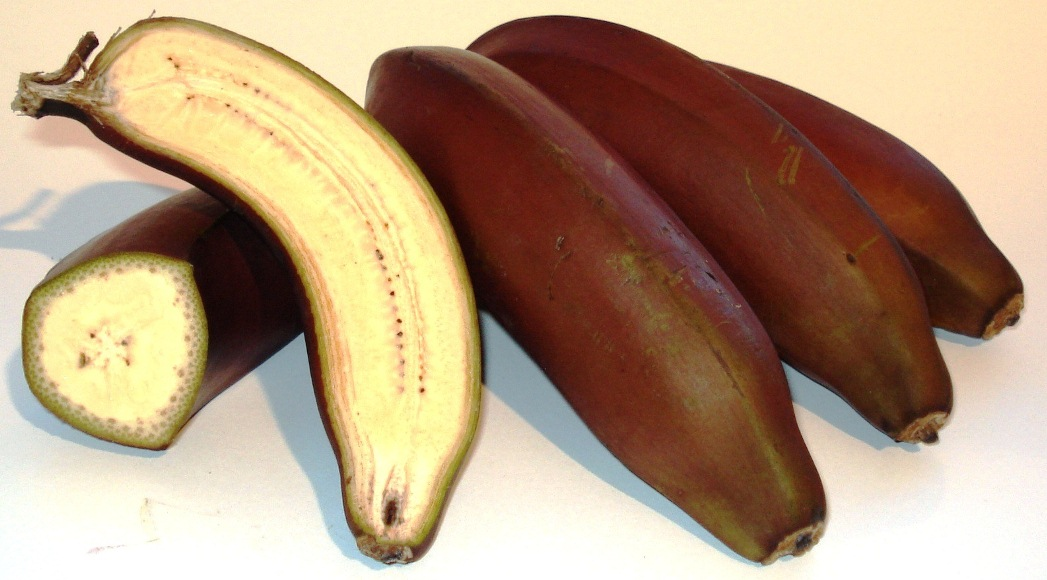
Rote Bananen (ein triploider Kultivar von Musa acuminata), die wie die übrigen Dessertbananen für den Frischverzehr verwendet werden

Die als Dessertbananen bzw. Kochbananen genutzten Früchte stammen teilweise von Kultivaren dieser Art; die Sorten 'Cavendish' und 'Gros Michel' etwa sind triploide Mutanten von Musa acuminata mit einer Chromosomenzahl 3n = 33. Teilweise sind auch Hybride in Kultur, bei denen Musa balbisiana eingekreuzt wurde. Während die Nominatform Samen bildet und ihre Früchte damit unter praktischen Gesichtspunkten als ungenießbar gelten, bilden alle wirtschaftlich genutzten Sorten samenlose Früchte aus und sind damit steril (obwohl teilweise fruchtbarer Pollen gebildet wird).

## Genetik
Die Wildform von Musa acuminata ist diploid mit einer Chromosomenzahl 2n = 22. Im Jahr 2012 konnte das gesamte Genom der doppelt-haploiden Sorte DH-Pahang von Musa acuminata sequenziert werden. Es enthält 523 Megabasenpaare auf 11 Chromosomen.